# Etziken
Etziken (im lokalen Dialekt Etzike) ist eine politische Gemeinde im Bezirk Wasseramt des Kantons Solothurn in der Schweiz.

## Geographie

Luftbild aus 1000 m von Walter Mittelholzer (1923)

Etziken liegt auf 479 m ü. M., 9 km östlich des Kantonshauptortes Solothurn (Luftlinie). Das ehemalige Strassendorf erstreckt sich auf einem leicht nach Nordwesten geneigten Hang zwischen der Schotterebene der Emme im Westen und dem Önzberg im Osten, im südlichen Solothurner Mittelland.
Die Fläche des 3,4 km² grossen Gemeindegebiets umfasst einen Abschnitt der leicht gewellten Moränenlandschaft im äusseren Wasseramt, die durch den eiszeitlichen Rhonegletscher geformt wurde. Das Gebiet erstreckt sich vom Unterwald südwärts über die Ebene westlich des Inkwilersees und den Hang von Etziken bis auf die Höhen von Cholholz und Eichwald, auf denen mit 523 m ü. M. die höchste Erhebung von Etziken und auch des Bezirks Wasseramt erreicht wird. Von der Gemeindefläche entfielen 1997 12 % auf Siedlungen, 32 % auf Wald und Gehölze und 56 % auf Landwirtschaft.
Nachbargemeinden sind im Uhrzeigersinn vom Westen beginnend: Hüniken, Subingen, Bolken, Aeschi (SO) und Horriwil. Alle angrenzenden Gemeinden gehören ebenfalls zum Bezirk Wasseramt.
Zu Etziken gehören einige Einzelhöfe.

## Bevölkerung
Mit 1070 Einwohnern (Stand 31. Dezember 2023) gehört Etziken zu den kleineren Gemeinden des Kantons Solothurn. Von den Bewohnern sind 96,4 % deutschsprachig, 0,8 % französischsprachig und 0,6 % sprechen Italienisch (Stand 2000). Die Bevölkerungszahl von Etziken belief sich 1850 auf 546 Einwohner, 1900 auf 490 Einwohner. Im Verlauf des 20. Jahrhunderts pendelte die Bevölkerungszahl stets im Bereich zwischen 450 und 550 Einwohnern. Erst seit 1970 wurde eine deutliche Bevölkerungszunahme verzeichnet.

## Wirtschaft
Etziken war bis in die zweite Hälfte des 20. Jahrhunderts ein vorwiegend durch die Landwirtschaft geprägtes Dorf. Noch heute haben der Ackerbau und der Obstbau sowie die Viehzucht und die Forstwirtschaft einen gewissen Stellenwert in der Erwerbsstruktur der Bevölkerung. Zahlreiche weitere Arbeitsplätze sind im lokalen Kleingewerbe und im Dienstleistungssektor vorhanden, unter anderem in Betrieben des Maschinenbaus, der Informatik, des Baugewerbes und in feinmechanischen Werkstätten. In den letzten Jahrzehnten hat sich das Dorf zu einer Wohngemeinde entwickelt. Viele Erwerbstätige sind deshalb Wegpendler, die hauptsächlich in den Regionen Solothurn und Herzogenbuchsee arbeiten.

## Verkehr
Die Gemeinde ist verkehrsmässig recht gut erschlossen. Sie liegt an der Hauptstrasse von Solothurn nach Herzogenbuchsee. Der nächste Anschluss an die Autobahn A1 (Bern-Zürich) befindet sich rund 5 km vom Ortskern entfernt.
Am 1. Juni 1857 wurde die Eisenbahnlinie von Herzogenbuchsee nach Solothurn in Betrieb genommen; die Haltestelle Etziken wurde jedoch erst 1927 eingerichtet. Die ab 1992 stillgelegte Strecke ist heute im Rahmen von Bahn 2000 wieder reaktiviert, wird jedoch nicht von Regionalzügen befahren. Durch die Buslinie der BSU, welche die Strecke von Solothurn nach Herzogenbuchsee bedient, ist Etziken an das Netz des öffentlichen Verkehrs angeschlossen.

## Geschichte
Die erste urkundliche Erwähnung des Ortes erfolgte 1252 unter dem Namen Ezzinchon. Später erschienen die Bezeichnungen Entzenkon (1329), Ertzenkon (1342), Etzikofen (1356) und Ezikon (1360). Der Ortsname geht auf den althochdeutschen Personennamen Ezzo zurück. Mit der Namensendung -iken (eigentlich ein Zusammenzug von -igkofen) bedeutet er so viel wie bei den Höfen der Leute des Ezzo, wobei so genannte Aussiedlerhöfe gemeint sind.
Im Mittelalter bildete Etziken eine eigene kleine Herrschaft. Ab dem 14. Jahrhundert gehörte ein Teil des Gebietes zur Herrschaft Wangen. Nach mehreren Besitzerwechseln gelangte Etziken 1466 mit Halten unter die Herrschaft von Solothurn und wurde der Vogtei Kriegstetten zugeteilt. Erst mit dem Wyniger Vertrag ging 1665 auch die hohe Gerichtsbarkeit von Bern an Solothurn über. Nach dem Zusammenbruch des Ancien Régime (1798) gehörte Etziken während der Helvetik zum Distrikt Biberist und ab 1803 zum Bezirk Kriegstetten, der 1988 offiziell in Bezirk Wasseramt umbenannt wurde.

## Sehenswürdigkeiten
Im alten Ortskern sind noch einige charakteristische Bauernhäuser aus dem 18. und 19. Jahrhundert erhalten. Etziken besitzt keine eigene Kirche; es gehört zur Pfarrei Aeschi. Auf dem Waldhügel südlich von Etziken steht der 1931 erbaute Wasserturm.

## Wappen
Blasonierung
In Rot auf grünem Dreiberg weisser Wasserturm mit schwarzen Fensterluken